# Royal Palace (opera)

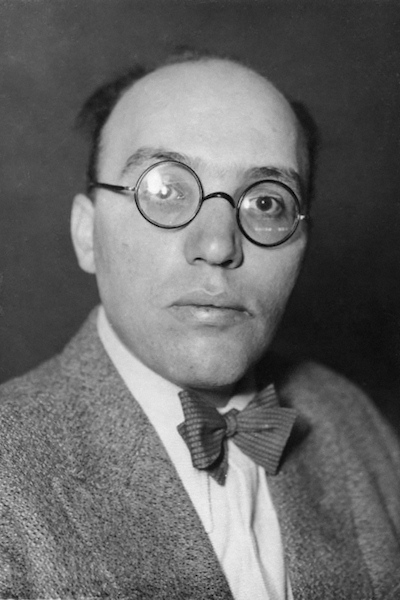
Kurt Weill år 1932.

Royal Palace är en opera i en akt med musik av Kurt Weill och libretto av Yvan Goll.

## Historia
Royal Palace skrevs som del av en dubbelföreställning tillsammans med Der Protagonist och innehöll både fyra balettscener och filmade inslag, vilket gör den till ett tidigt pionjärverk inom multimediakonst. Premiären den 2 mars 1927 på Staatsoper Unter den Linden i Berlin, dirigerad av Erich Kleiber, blev ingen succé. Den togs bort från repertoaren efter bara några föreställningar. Under nazitiden förstördes såväl originalpartituret och orkestreringsskisserna till operan, men 1971 lyckades komponisterna Noam Sheriff och Gunther Schuller att rekonstruera operan med hjälp av klaverutdraget.
Yvan Golls libretto gör operan till en av de få genuint surrealistiska operorna

## Personer
- Dejanira (Dramatisk sopran)
- Den äkta mannen (Bas)
- Gårdagens älskare (Baryton)
- Morgondagens älskare (Tenor)
- Den unge fiskaren (Tenor)
- Den gamle fiskaren (Bas)
- Damkör bakom scenen

## Handling
Terrassen till ett lyxhotell i norra Italien.
Dejanira (döpt efter Herakles hustru Deianeira) uppvaktas av tre män; hennes egen man samt gårdagens och morgondagens älskare. Hon avvisar dem alla och förvandlar sig till en sjöjungfru varvid hon sakta glider ner i sjön till tonerna av en smäktande tango.